# Niemcy na Zimowych Igrzyskach Olimpijskich 1952
Niemcy na Zimowych Igrzyskach Olimpijskich 1952 reprezentowało 53 zawodników: 41 mężczyzn i dwanaście kobiet. Był to czwarty start reprezentacji Niemiec na zimowych igrzyskach olimpijskich.

## Zdobyte medale
| Medal  | Zawodnik                                                     | Dyscyplina            | Konkurencja             | Rezultat    |
| ------ | ------------------------------------------------------------ | --------------------- | ----------------------- | ----------- |
| Złoto  | Andreas Ostler, Lorenz Nieberl                               | Bobsleje              | dwójki mężczyzn         | 5:24,54 min |
| Złoto  | Andreas Ostler, Friedrich Kuhn, Lorenz Nieberl, Franz Kemser | Bobsleje              | Czwórki mężczyzn        | 5:07,84 min |
| Złoto  | Ria Falk, Paul Falk                                          | Łyżwiarstwo figurowe  | pary sportowe           | 11,5 pkt    |
| Srebro | Annemarie Buchner                                            | Narciarstwo alpejskie | zjazd kobiet            | 1:48,0 min  |
| Srebro | Rosa Reichert                                                | Narciarstwo alpejskie | slalom specjalny kobiet | 2:11,1 min  |
| Brąz   | Annemarie Buchner                                            | Narciarstwo alpejskie | slalom gigant kobiet    | 2:10,0 min  |
| Brąz   | Annemarie Buchner                                            | Narciarstwo alpejskie | slalom specjalny kobiet | 2:13,3 min  |

## SKład kadry

### Biegi narciarskie
Mężczyźni
| Zawodnik                                        | Konkurencja        | czas               | Pozycja            |
| ----------------------------------------------- | ------------------ | ------------------ | ------------------ |
| Heinz Hauser                                    | Bieg na 18 km      | 1:13:30,0          | 54.                |
| Alois Harrer                                    | Bieg na 18 km      | 1:14:23,0          | 59.                |
| Rudi Kopp                                       | Bieg na 18 km      | 1:15:53,0          | 64.                |
| Albert Mohr                                     | Bieg na 18 km      | 1:16:32,0          | 65.                |
| Helmut Böck                                     | Bieg na 18 km      | Nie ukończył biegu | Nie ukończył biegu |
| Hubert Egger                                    | Bieg na 18 km      | Nie ukończył biegu | Nie ukończył biegu |
| Juku Pent                                       | Bieg na 50 km      | 4:30:56,0          | 26.                |
| Karl Schüßler                                   | Bieg na 50 km      | Nie ukończył biegu | Nie ukończył biegu |
| Hubert Egger Albert Mohr Heinz Hauser Rudi Kopp | Sztafeta 4 × 10 km | 2:36:37,0          | 7.                 |

Kobiety
| Zawodniczka   | Konkurencja   | czas    | Pozycja |
| ------------- | ------------- | ------- | ------- |
| Hanni Gehring | Bieg na 10 km | 50:39,0 | 13.     |

### Bobsleje
Mężczyźni
| Osada | Zawodnik                                              | Konkurencja | Ślizg 1 | Ślizg 2 | Ślizg 3 | Ślizg 4 | Łącznie | Pozycja |
| ----- | ----------------------------------------------------- | ----------- | ------- | ------- | ------- | ------- | ------- | ------- |
| GER-1 | Andreas Ostler Lorenz Nieberl                         | Dwójki      | 1:20,76 | 1:21,64 | 1:21,02 | 1:21,12 | 5:24,54 | złoto   |
| GER-2 | Theo Kitt Fritz Kuhn                                  | Dwójki      | 1:24,43 | 1:25,22 | 1:24,52 | 1:24,08 | 5:38,25 | 11.     |
| GER-1 | Andreas Ostler Fritz Kuhn Lorenz Nieberl Franz Kemser | Czwórki     | 1:16,86 | 1:17,57 | 1:16,55 | 1:16,86 | 5:07,84 | złoto   |

### Hokej na lodzie
Reprezentacja mężczyzn
| - Karl Bierschel - Markus Egen - Karl Enzler - Georg Guggemos - Alfred Hoffmann - Engelbert Holderied - Walter Kremershof - Ludwig Kuhn |  | - Dieter Niess - Hans Georg Pescher - Fritz Poitsch - Herbert Schibukat - Xaver Unsinn - Heinz Wackers - Karl Wild |

Reprezentacja Niemiec zajęła 8. miejsce.

### Tabela końcowa
| Drużyna           | M | Mecze | Mecze | Mecze | Bramki | Bramki | Bramki | Pkt |
| Drużyna           | M | W     | R     | P     | +      | -      | +/-    | Pkt |
| ----------------- | - | ----- | ----- | ----- | ------ | ------ | ------ | --- |
| Kanada            | 8 | 7     | 1     | 0     | 71     | 14     | +57    | 15  |
| Stany Zjednoczone | 8 | 6     | 1     | 1     | 43     | 21     | +22    | 13  |
| Szwecja           | 8 | 6     | 0     | 2     | 48     | 19     | +29    | 12  |
| Czechosłowacja    | 8 | 6     | 0     | 2     | 47     | 18     | +29    | 12  |
| Szwajcaria        | 8 | 4     | 0     | 4     | 40     | 40     | 0      | 8   |
| Polska            | 8 | 2     | 1     | 5     | 21     | 56     | -35    | 5   |
| Finlandia         | 8 | 2     | 0     | 6     | 21     | 60     | -39    | 4   |
| Niemcy            | 8 | 1     | 1     | 6     | 21     | 53     | -32    | 3   |
| Norwegia          | 8 | 0     | 0     | 8     | 15     | 46     | -31    | 0   |

Wyniki
| 15 lutego 1952 | Kanada | 15:1 | Niemcy | Jordal Amfi |

| Godzina: 21:00 |  | (6:1,7:0,2:0) |  | Sędzia główny: Sandö Sędziowie liniowi: Ahlin |

| 16 lutego 1952 | Stany Zjednoczone | 8:2 | Niemcy | Sandvika |

| Godzina: 19:00 |  | (1:0,3:1,4:1) |  | Sędzia główny: Leacock Sędziowie liniowi: Dwars |

| 17 lutego 1952 | Czechosłowacja | 6:1 | Niemcy | Jordal Amfi |

| Godzina: 21:00 |  | (0:0,2:0,4:1) |  | Sędzia główny: Bernhard Sędziowie liniowi: Dwars |

| 18 lutego 1952 | Szwecja | 7:3 | Niemcy | Jordal Amfi |

| Godzina: 21:00 |  | (3:2,0:0,4:1) |  | Sędzia główny: Beranek Sędziowie liniowi: Sandsund |

| 20 lutego 1952 | Polska | 4:4 | Niemcy | Jordal Amfi |

| Godzina: 17:00 |  | (1:1,3:1,0:2) |  | Sędzia główny: Hauser Sędziowie liniowi: Bernhard |

| 21 lutego 1952 | Niemcy | 6:2 | Norwegia | Jordal Amfi |

| Godzina: 21:00 |  | (0:0,1:1,5:1) |  | Sędzia główny: Ahlin Sędziowie liniowi: Wielamd |

| 22 lutego 1952 | Finlandia | 5:1 | Niemcy | Jordal Amfi |

| Godzina: 14:00 |  | (1:0,2:0,2:1) |  | Sędzia główny: Leacock Sędziowie liniowi: Beranek |

| 24 lutego 1952 | Szwajcaria | 6:3 | Niemcy | Dæhlenenga |

| Godzina: 16:00 |  | (1:1,3:1,2:1) |  | Sędzia główny: Dwars Sędziowie liniowi: Sandö |

### Kombinacja norweska
Mężczyźni
| Zawodnik     | Konkurencja   | Bieg narciarski    | Bieg narciarski    | Bieg narciarski    | Skoki narciarskie | Skoki narciarskie | Skoki narciarskie | Skoki narciarskie | Skoki narciarskie | Łącznie                  | Pozycja                  |
| Zawodnik     | Konkurencja   | Czas biegu         | Pozycja            | Punkty             | Skok 1            | Skok 2            | Skok 3            | Punkty            | Pozycja           | Łącznie                  | Pozycja                  |
| ------------ | ------------- | ------------------ | ------------------ | ------------------ | ----------------- | ----------------- | ----------------- | ----------------- | ----------------- | ------------------------ | ------------------------ |
| Heinz Hauser | Indywidualnie | 1:13:30,0          | 15.                | 199,636            | 60,0              | 59,0              | 62,0              | 193,50            | 14.               | 393,136                  | 15.                      |
| Helmut Böck  | Indywidualnie | Nie ukończył biegu | Nie ukończył biegu | Nie ukończył biegu | 57,5              | 54,5              | 58,5              | 179,0             | 22.               | Nie ukończył konkurencji | Nie ukończył konkurencji |

### Łyżwiarstwo figurowe
| Zawodnik                 | Konkurencja   | Nota    | Pozycja |
| ------------------------ | ------------- | ------- | ------- |
| Gundi Busch              | Solistki      | 146,289 | 8.      |
| Erika Kraft              | Solistki      | 143,767 | 10.     |
| Helga Dudzinski          | Solistki      | 142,767 | 12.     |
| Freimut Stein            | Soliści       | 155,956 | 8.      |
| Ria Falk Paul Falk       | Pary sportowe | 11,400  | złoto   |
| Inge Minor Hermann Braun | Pary sportowe | 9,789   | 8.      |

### Łyżwiarstwo szybkie
Mężczyźni
| Zawodnik    | Konkurencja   | Konkurencja   | Konkurencja    | Konkurencja    | Konkurencja    | Konkurencja    | Konkurencja      | Konkurencja      |
| Zawodnik    | Bieg na 500 m | Bieg na 500 m | Bieg na 1500 m | Bieg na 1500 m | Bieg na 5000 m | Bieg na 5000 m | Bieg na 10 000 m | Bieg na 10 000 m |
| Zawodnik    | Czas          | Miejsce       | Czas           | Miejsce        | Czas           | Miejsce        | Czas             | Miejsce          |
| ----------- | ------------- | ------------- | -------------- | -------------- | -------------- | -------------- | ---------------- | ---------------- |
| Theo Meding | 46,8          | 33.           |                |                | 8:57,4         | 27.            | 18:24,4          | 22.              |

### Narciarstwo alpejskie
Mężczyźni
Zjazd
| Zawodnik        | Czas   | Miejsce |
| --------------- | ------ | ------- |
| Willi Klein     | 2:42,8 | 16.     |
| Beni Obermüller | 2:48,9 | 17.     |
| Josef Schwaiger | 2:55,5 | 38.     |

Slalom specjalny
| Zawodnik            | Czas 1-go przejazdu | Czas 2-go przejazdu | Łączny czas   | Pozycja |
| ------------------- | ------------------- | ------------------- | ------------- | ------- |
| Benedikt Obermüller | 1:04,1              | 1:03,4              | 2:07,5        | 13.     |
| Willi Klein         | 1:04,2              | 1:04,7              | 2:08,9        | 16.     |
| Heini Bierling      | 1:09,9              | Nie awansował       | Nie awansował | 44.     |
| Josef Schwaiger     | 1:13,7              | Nie awansował       | Nie awansował | 53.     |

Slalom gigant
| Zawodnik            | Czas   | Miejsce |
| ------------------- | ------ | ------- |
| Josef Schwaiger     | 2:35,4 | 17.     |
| Benedikt Obermüller | 2:41,4 | 28.     |
| Willi Klein         | 2:46,2 | 32.     |
| Pepi Erben          | 2:55,0 | 47.     |

Kobiety
Zjazd
| Zawodniczka             | Czas   | Miejsce |
| ----------------------- | ------ | ------- |
| Annemarie Buchner       | 1:48,0 | srebro  |
| Evi Lanig               | 1:52,9 | 9.      |
| Hannelore Glaser-Franke | 1:53,0 | 10.     |
| Lia Leismüller          | 2:37,6 | 35.     |

Slalom specjalny
| Zawodniczka             | Czas 1-go przejazdu | Czas 2-go przejazdu | Łączny czas | Pozycja |
| ----------------------- | ------------------- | ------------------- | ----------- | ------- |
| Rosa Reichert           | 1:06,0              | 1:05,4              | 2:11,4      | srebro  |
| Annemarie Buchner       | 1:07,6              | 1:05,7              | 2:13,3      | brąz    |
| Hannelore Glaser-Franke | 1:20,7              | 1:10,1              | 2:30,8      | 31.     |
| Marianne Seltsam        | 1:10,5              | 1:50,3              | 3:05,8      | 35.     |

Slalom gigant
| Zawodniczka       | Czas   | Miejsce |
| ----------------- | ------ | ------- |
| Annemarie Buchner | 2:10,0 | brąz    |
| Rosa Reichert     | 2:13,2 | 8.      |
| Marianne Seltsam  | 2:14,1 | 10.     |
| Evi Lanig         | 2:15,6 | 14.     |

### Skoki narciarskie
Mężczyźni
| Skoczek        | Skok 1    | Skok 2    | Nota  | Pozycja |
| Skoczek        | odległość | odległość | Nota  | Pozycja |
| -------------- | --------- | --------- | ----- | ------- |
| Toni Brutscher | 66,5      | 62,5      | 216,5 | 4.      |
| Josef Weiler   | 67,0      | 63,0      | 213,0 | 8.      |
| Sepp Kleisl    | 66,5      | 62,5      | 208,0 | 10.     |
| Franz Dengg    | 60,0      | 56,5      | 187,5 | 31.     |